# Доктор Ху (10. серијал)
Десети серијал британског научнофантастичног програма Доктор Ху почео је са емитовањем 15. априла 2017. и завршен је 1. јула исте године, након емитовања 12 епизода. Серијал је водио главни сценариста и извршни продуцент Стивен Мофат, поред извршног продуцента Брајана Минчина. Ово је трећи и последњи серијал који су надгледали њих двојица као извршни продуценти, као и Мофатов шести и последњи серијал на месту главног сценаристе. Овај серијал је десети која је емитован након оживљавања програма 2005. године и укупно је тридесет шеста сезона.
Серијал који је уследио након божићног специјала у децембру 2016. године, „Повратак Доктора Мистерија”, трећи је и последњи са Питером Капалдијем у улози Дванаестог Доктора, једном од инкарнација Доктора, ванземаљског Господара времена који путује кроз време и простор у свом ТАРДИС-у који споља изгледа као кутија британске полиције. Капалди је у јануару 2017. најавио да ће се повући из улоге након десетог серијала. Серијал представља Перл Меки као Бил Потс, а такође се појављује и Мет Лукас као Нардол. Мишел Гомез и Џон Сим се враћају као своје инкарнације Господара. Главна прича прве половине серијала врти се око Доктора и Нардола који се настањују на универзитету док чувају подземни трезор у којем се налази Миси. Миси касније путује са екипом у ТАРДИС-у и на крају се удружује са својом претходном инкарнацијом док се боре против напада Киберљуди.
Стивен Мофат написао је четири епизоде за серијал. Остали писци који су се вратили били су Френк Котрел-Бојс, Сара Долард, Џејми Метисон, Питер Харнес, Тоби Вајтхаус и Марк Гетис, као и два нова писца оживљене ере, Мајк Бартлет и Рона Манро, од којих је потоња написала серијал Преживљавање из класичне ере (1989). Режисери серије су троје који су раније радили на серији и три потпуно нова. Снимање је трајало између јуна 2016. и априла 2017. године. Серијал је добио позитивне рцеензије критичара. Наступи Капалдија и Мекијеве најбише су хваљени, као и писање, заплет и теме епизода.

## Улоге

### Главне
- Питер Капалди као Дванаести Доктор
- Перл Меки као Бил Потс (серијал и специјал 2)
- Мет Лукас као Нардол (главни: специјал 1 и серијал; гост: специјал 2)
- Марк Гетис као Капетан Летбриџ-Стјуарт (специјал 2)
- Дејвид Бредли као Први Доктор (главни: специјал 2; гост: епизода 12)

### Епизодне
- Мишел Гомез као Миси (епизоде 6, 8−12)
- Џон Сим као Господар (епизоде 11−12)

### Гостујуће
- Лили Траверс као Поли (специјал 2)
- Џаред Гарфилд као Бен Џексон (специјал 2)
- Џена Колман као Клара Освалд (специјал 2)
- Џоди Витакер као Тринаеста Докторка (специјал 2)

## Епизоде
Шеста, седма и осма епизода серијала „Екстремис”, „Пирамида на крају света” и „Лаж земље”, чине троделни лук док остају засебне приче. Епизоде „Док је света и века” и „Докторов пад” служе као дводелна завршница серијала и једина прича из више делова у истом формату као и осми серијал.
| Специјал (2016) |    |                              |                 |                             |                    |      |
| 131 | —  | „Повратак Доктора Мистерија” | Ед Базалгет     | Стивен Мофат                | 25. децембар 2016. | 7,83 |
| Дванаести Доктор и Нардол истражују њујоршки огранак Harmony Shoal-а, мултинационалне истраживачке компаније. Компанију такође истражује новинарка Луси Флечер и откривају да трансплантира ванземаљске мозгове у људе. Један од ванземаљских радника проналази њих троје, али их спасава суперхерој по имену Дух, алтер его Гранта Гордона, кога је Доктор упознао неколико година пре тога када је Грант био дете и случајно га је претворио у суперхероја. Грант је такође бебиситер која ради за Луси, која није свесна Грантовог правог идентитета. Доктор и Нардол проналазе ванземаљски брод, али убрзо откривају да је он претворен у бомбу која ће се срушити на Њујорк као део сложеног плана за уметање ванземаљских мозгова светским лидерима, дајући им на тај начин контролу над Земљом. Доктор усмерава брод према Њујорку раније него што је планирано и Грант зауставља судар, откривајући Луси свој идентитет. Након што он и Луси открију љубав једно другом, Грант баца брод на Сунце. UNIT тада гаси Harmony Shoal, али се ванземаљски мозак усађује у једног војника -а. |    |                              |                 |                             |                    |      |
| Серијал |    |                              |                 |                             |                    |      |
| 132 | 1  | „Пилот”                      | Лоренс Гоф      | Стивен Мофат                | 15. април 2017.    | 6,68 |
| Доктор и Нардол су се настанили на универзитету под маском професора и асистента. Бил Потс је позвана у Докторову радну собу, где постаје његова ученица. Бил је заинтригирана студенткињом по имену Хедер. Хедер је замоли да прегледа једну локву, питајући је да ли може да види шта није у реду са њеним одразом. Доктор истражује локву и примећује да то није одраз, већ нешто што их опонаша. Бил се враћа у свој стан, где је јури жива течност са ванземаљског брода који је апсорбовао Хедер и њена осећања према Бил. Бил трчи до Докторове радне собе и они беже у ТАРДИС. Доктор помера ТАРДИС, где он и Нардол проверавају трезор који чувају. ТАРДИС слеће у Аустралију, где Доктор признаје ко је. Течност их прати до друге планете, затим кроз битку Далека. Бил убеђује „Хедер” да је пусти, и она одлази. Доктор и Бил се враћају у његову радну собу, где он покушава да избрише Билине успомене на протекли дан, али она га зауставља. Док Бил одлази, она затиче Доктора како чека са ТАРДИС-ом и придружује му се. |    |                              |                 |                             |                    |      |
| 133 | 2  | „Осмех”                      | Лоренс Гоф      | Френк Котрел-Бојси          | 22. април 2017.    | 5,98 |
| Доктор и Бил стижу на једну од првих планета коју су Земљани колонизовали, Глизе 581d. Дочекују их само две различите врсте робота: ројеви роботи (Вардији) и спори, али разумни емоџиботи. Емоџибот даје Доктору и Билу дискове који преносе њихове праве емоције. Доктор теоретише да планета чека колонисте, али убрзо схвата да су емоџиботи убили екипу за постављање, а да су њихови скелети смрвљени да би нахранили биљке. Одлучан да дигне град у ваздух, проналази главни брод у њему и његову машинску просторију, али Бил наилази на дете које се пробудило из капсуле. Колонисти су били криогенски замрзнути, а неколико „пастира” пробудило се раније због посла. Након што је један пастир умро, емоџиботи нису могли да препознају тугу и побили су све у жалости у нападу на тугу. Пробуђени колонисти одлучују да узврате, али Доктор брише сећање на роботе и поново покреће све... само људи сада морају да науче да живе са Вардијима, аутохтоном врстом планете. Када ТАРДИС врати Доктора и Бил у Лондон, они се откривају на залеђеној реци Темзи, са слоном који иде према њима по леду.                                                                               |    |                              |                 |                             |                    |      |
| 134 | 3  | „Танак лед”                  | Бил Андерсон    | Сара Долард                 | 29. април 2017.    | 5,61 |
| Доктор и Бил откривају да су стигли у Лондон 1814. године, усред зимског сајма на залеђеној Темзи. Докторов сонични шрафцигер краде Паук, џепарош сироче предвођен Кити. Доктор и Бил јуре за Пауком и Кити. Ужарена светла под ледом окружују Паукова стопала и он је провучен кроз лед. Доктор и Бил облаче ронилачка одела и намерно пуштају светла да их однесу. Проналазе џиновско морско створење заробљено ланцима. Од Кити сазнају за лорда Сатклифа; Сатклиф потврђује да је његова породица користила то створење да прикупи богатство сакупљајући и продајући његов отпад као замену за угаљ. Сатклиф шаље Доктора и Бил да буду поједени, док он поставља бомбу да разбије лед. Доктор и Бил беже, а Доктор узима бомбу и ставља је на ланце створења. Када Сатклиф активира бомбу, створење је ослобођено. Враћају се у садашњост, где Нардол грди Доктора што је прекршио заклетву. Док проверава трезор испод универзитета, Нардол чује како нешто иза њега више пута куца. |    |                              |                 |                             |                    |      |
| 135 | 4  | „Куц куц”                    | Мајк Бартлет    | Сара Долард                 | 6. мај 2017.       | 5,73 |
| Бил и петоро студената потписују са мистериозним станодавцем закуп за изнајмљивање соба у његовој кући. Након што је помогао Бил да се усели, Доктор постаје сумњичав према станодавцу. Један број студената мистериозно нестаје и групе се раздвајају. Доктор заједно са Харијем, једним од студената, открива чудна створења налик бубашвабама које Хари прозива „Дријаде”. Доле у подруму откривају закупе од пре неколико деценија. Станодавац открива да је цео инцидент организован да би његова ћерка Елајза остала у животу. Бил и још једна студенткиња, Ширин, наилазе на Елајзу за коју се открива да је направљена од дрвета. Након што је пронашао Бил, Доктор схвата да је станодавац заправо Елајзин син. Станодавац покушава да пошаље Дријаде за Доктором и Бил, али Елајза успева да их контролише. Она грли станодавца док их Дријаде прождиру. Студенти се враћају у своја физичка тела док се кућа руши. Вративши се на универзитет, Доктор улази у трезор да нахрани свог затвореника док клавирска музика одјекује изнутра. |    |                              |                 |                             |                    |      |
| 136 | 5  | „Кисеоник”                   | Чарлс Палмер    | Џејмс Метисон               | 13. мај 2017.      | 5,27 |
| Нардол прати Доктора и Бил до свемирске станице да одговоре на позив у помоћ. Већина посаде је убијена од стране својих паметних одела, роботских свемирских одела способних за независно кретање, који су једини извор кисеоника на станици, приморавајући посаду ТАРДИС-а да обуче резервне. Одела су добила налог да „деактивирају органске делове”. Неки чланови посаде су преживели тако што су били искључени, али умрежена одела могу да пренесу команду додиром. Билино одело се поквари, приморавајући Доктора да јој да своју кацигу да је спасе, излажући се вакууму свемира, који га заслепљује. Касније је оставља да буде погођена струјом, знајући да њено одело нема моћ за смртоносни шок. Алгоритам који је користила компанија утврдио је да је посада била неефикасна и стога прескупа за одржавање у животу. Он преноси знакове живота преживелих на станицу тако да ће, ако умру, експлодирати, што ће поскупити њихово убијање, тако да одела дају више од преосталог кисеоника. Бил је оживљена, Докторове очи су поправљене, а преживели се враћају у своју централу да се жале. Вративши се на универзитет, Доктор открива Нардолу да је још увек слеп.            |    |                              |                 |                             |                    |      |
| 137 | 6  | „Екстремис”                  | Данијел Нетхајм | Стивен Мофат                | 20. мај 2017.      | 5,53 |
| Давно, Доктор је послат да погуби Миси. Нардол их прекида по налогу Ривер Сонг. Доктор одбија да убије Миси, уместо тога ју је заточио и чувао је 1000 година. У садашњости, папа посећује Доктора, тражећи помоћ у преводу текста под називом „Веритас”. Сви који су га прочитали извршили су самоубиство, а Доктор, Нардол и Бил су доведени у Ватикан да истраже. Док су тамо, Бил и Нардол откривају портал који их води до Пентагона. Они сматрају да портали који се пројектују воде до различитих локација широм света. Доктор привремено враћа вид користећи технологију Господара времена, али ванземаљци га хватају у заседи. Нардол схвата да пројектори не пројектују портале, већ цео свет. Његова спознаја га доводи до дематеријализације. Бил проналази Доктора, који јој каже да је свет симулација, а Веритас садржи доказ. Бил тада нестаје због интервенције ванземаљаца, док Доктор схвата да је ово тест да види да ли могу да освоје Земљу. Међутим, симулација је превише тачна, јер његове соничне наочаре за сунце и даље раде, а виртуелни Доктор шаље своје информације правом Доктору упозоравајући на надолазећу инвазију.                                     |    |                              |                 |                             |                    |      |
| 138 | 7  | „Пирамида на крају света”    | Данијел Нетхајм | Питер Харнес и Стивен Мофат | 27. мај 2017.      | 5,79 |
| Доктора позива генерални секретар Уједињених нација након што се на стратешкој граници руске, кинеске и америчке војске мистериозно појавила пирамида. Открива се да су Монаси одговорни за пирамиду и да су предвидели катастрофу кроз своје симулације, нудећи прилику да спасу човечанство ако пристану на њихову владавину. Генерални секретар даје свој пристанак, али бива убијен када посумњају да то чини из страха. На другом месту у биохемијској лабораторији, један научник је случајно погрешно прочитао нивое хемикалија у експерименту ослобађања смртоносних биохемијских бактерија. Доктор претпоставља да катастрофа није била повезана са ратом, али да је можда биохемијска. Након што Доктор и Нардол лоцирају лабораторију, Нардол се сруши након излагања бактеријама док чека у ТАРДИС-у. Доктор уз помоћ Ерике, лабораторијске раднице, претпоставља да би једини начин да се то заустави био уништавање лабораторије. Међутим, он се заглавио на страни ручне браве због слепила. Бил склапа договор са Монасима да поврати Докторов вид упркос његовим протестима. Он успева да побегне, али на рачун предаје планете монасима.                                   |    |                              |                 |                             |                    |      |
| 139 | 8  | „Лаж земље”                  | Вејн Ил         | Тоби Вајнхаус               | 3. јун 2017.       | 4,82 |
| Монаси сада владају планетом, а већини човечанства се чини да су на Земљи милионима година, водећи људски развој. Бил и неколицина других знају истину. Нардол проналази Бил и они траже Доктора. Лоцирају га, али откривају да сарађује са Монасима. Бил га упуца и чини се да се Доктор регенерише, али све је ово био трик да би видео да ли су Бил преварили Монаси. На универзитету, Доктор разговара са Миси која открива да Бил мора да умре да би се прекинуо монашки утицај на Земљи. Доктор се нада да постоји друго решење и инфилтрира се у монашку пирамиду у Лондону. Доктор покушава да прекине везу, али не успева. Бил се спрема да се жртвује, међутим, машке слике су замењене сликама Билине мајке, што представља наду. Због њихових поступака, Монаси одлазе и човечанство се не сећа ниједног од догађаја. Назад у трезору, Миси изражава кајање због оних које је убила. |    |                              |                 |                             |                    |      |
| 140 | 9  | „Царица Марса”               | Вејн Ил         | Марк Гетис                  | 10. јун 2017.      | 5,02 |
| НАСА проналази речи „Боже чувај краљицу” закопане испод ледене капе на Марсу. Доктор, Бил и Нардол одлазе на Марс 1881. и откривају војнике из викторијанске Британије. Нардол се враћа у ТАРДИС, али по доласку на универзитет тражи од Миси помоћ да се врати. Људи су се спријатељили са Леденим ратником по имену Петко. Капетан Кечлав каже да су спасили Петка из његовог срушеног свемирског брода, а Петко је дозволио војницима да користе његову технологију за минирање Марса. Откопавају гробницу Ледене царице Ираксе; један стражар је оживи. Петко каже Иракси да је површина Марса ненастањива. Она одлучује да попусти, али војник пуца из пушке. Изазвана, она узвраћа ватру. Иракса почиње да оживљава Ледене ратнике. Доктор прети да ће употребити рударски уређај да их све закопа. Кечлав држи Ираксу на врху ножа и покушава да је натера да му помогне да управља свемирским бродом. Гадсејкер убија Кечлава. Иракса опозива напад у замену за Гадсејкера који јој се заветује. Доктор контактира Алфу Кентаури да помогне Леденим ратницима, а такође оставља поруку НАСА-и. Нардол се поново појављује са ТАРДИС-ом и Миси, која изражава забринутост за Доктора. |    |                              |                 |                             |                    |      |
| 141 | 10 | „Ждерачи светлости”          | Чарлс Палмер    | Рона Манро                  | 17. јун 2017.      | 4,73 |
| Доктор и Бил, који се не слажу око судбине Девете легије царске римске војске, путују у Шкотску из 2. века. Бил иде својим путем, док Доктор и Нардол траже њихова тела. Бил наилази на војнике Легије који се крију од створења које привлачи било који извор светлости, убијајући оне на свом путу. У међувремену, Доктор и Нардол откривају лешеве остатка Легије. Касније наилазе на пиктско племе које је чувало пећину. Доктор улази у пећину, пролазећи у међудимензионални портал. Пикти објашњавају да један ратник пролази кроз пећину да би победио „ждерача светлости”, али је са инвазијском римском војском дозволила једном да побегне да би се борио против њих. Бил одводи преживеле легионаре даље од створења и поново се налази са Доктором и Нардолом. Доктор планира да намами Ждерача назад на портал током дана, али захтева да неко унутра спречи да створење побегне. Једном када је створење заробљено, Пикти и Девета легија се жртвују да би зауставили створења. Назад у ТАРДИС-у, Миси ишчекује њихов повратак, на изненађење Бил и Нардола. Доктор каже Миси да се нада да ће она постати добра.                                                             |    |                              |                 |                             |                    |      |
| 142 | 11 | „Док је света и века”        | Рејчел Талалеј  | Стивен Мофат                | 24. јун 2017.      | 5,00 |
| Доктор тетура са ТАРДИС-а у снежни пејзаж и почиње да се регенерише. Раније, Доктор је предложио да испита Миси тако што ће она одговорити на позив у помоћ. Они стижу преко ТАРДИС-а на колонијални брод који се креће уназад од црне рупе. Џорџ их држи на нишану и захтева да зна ко је од њих човек, а затим пуца у Бил. Доктор, Миси и Нардол сазнају да су се пре неколико дана неки чланови посаде спустили на доње палубе брода, али се никада нису вратили. Џорџ тврди да је брод празан, али има хиљаде људи, потомака посаде: због дилатације времена, време се креће брже на најудаљенијим палубама. Бил се буди у болници са заменским срцем. Домар Рејзор објашњава да неки од пацијената чекају на „надоградњу”. Годинама касније, виде снимак Доктора како силази низ лифт, док је за Доктора прошло само неколико минута. Доктор, Нардол и Миси откривају порекло брода: Мондас. Рејзор прилази Миси и открива се да је њена претходна инкарнација Господара. Доктор и Нардол проналазе Киберчовека који се открива као Бил. |    |                              |                 |                             |                    |      |
| 143 | 12 | „Докторов пад”               | Рејчел Талалеј  | Стивен Мофат                | 1. јул 2017.       | 5,30 |
| Бежећи на виши спрат, Доктор покушава да утеши Бил која је управо повратила своју људскост. Овај спрат је симулирани крајолик, где група помаже у одбрани сељана од надолазећих Киберљуди. Доктор покушава да убеди Миси и Господара да му помогну. Одбијају, иако се Миси чини конфликтном. У нади да ће спасити сељане, Доктор каже Нардолу да их одведе на други спрат. Бил одлучује да остане са Доктором, а Нардол се опрашта, одводећи сељане на сигурно. На другом месту, Миси издаје Господара тако што му забија нож у леђа, покрећући процес регенерације. Он је заузврат пуца у њу, убија је и спречава њену регенерацију. Доктор се бори против Киберљуди, али је притом рањен. Он наставља да диже у ваздух цео спрат, убијајући се. Бил преживљава, а Хедер се појављује пред њом. Хедер открива да је променила Бил у своју врсту како би могла да живи. Њих две носе Докторово тело назад у његов ТАРДИС пре него што оду да заједно виде универзум. Доктор се буди када осети почетак процеса регенерације. Покушава да је заустави и излази из ТАРДИС-а у снежни пејзаж, где га дочекује Први Доктор.                                                                      |    |                              |                 |                             |                    |      |
| Специјал (2017) |    |                              |                 |                             |                    |      |
| 144 | —  | „Било двапут”                | Рејчел Талалеј  | Стивен Мофат                | 25. децембар 2017. | 7,92 |
| Враћајући се у свој ТАРДИС на Јужном полу, Први Доктор одбија да се регенерише. Он се сусреће са Дванаестим Доктором изван свог ТАРДИС-а у сличном стању ума. Њима двојици прилази изгубљени британски капетан из Првог светског рата. Сву тројицу их отима свемирски брод, где налазе Бил Потс. Бродски холографски пилот налик стаклу нуди слободу у замену за повратак капетана. Они беже и крећу ТАРДИС-ом Првог Доктора у Виленгард. Дванаести Доктор се састаје са Далеком Растијем. Имајући приступ Далековом уму, Доктор сазнаје да је пилот дизајниран да извуче људе када су помрли, као што је Бил, и архивира њихова сећања. Доктори се слажу да врате капетана на његову временску линију која је неколико минута пре божићног примирја. Први Доктор је спреман да се регенерише и враћа се у свој ТАРДИС. Пошто је остао сам са Билиним аватаром, Доктор се враћа у ТАРДИС и регенерише пошто је дао савет својој следећој инкарнацији. Пошто је Тринаеста Докторка погледала свој одраз, ТАРДИС трпи вишеструке отказе. Док просторија са конзолом експлодира, а ТАРДИС се дематеријализује, Докторка је избачена са брода и стрмоглаво пада ка Земљи.                        |    |                              |                 |                             |                    |      |

### Додатна епизода
| Наслов | Редитељ    | Сценариста   | Премијера       |
| --- | ---------- | ------------ | --------------- |
| „Пријатељ из будућности” | Лоренс Гоф | Стивен Мофат | 23. април 2016. |
| Из скривеног угла ходника унутар свемирског брода, Доктор покушава да одговори на Билина питања о њиховим непријатељима Далецима. Бил су у почетку забавни, али Доктор устраје и она схвата да су у стварној опасности. Уређена варијанта ове сцене је касније укључена у епизоду „Пилот”. |            |              |                 |

## Глумачка постава
Питер Капалди је поновио своју улогу Дванаестог Доктора у свом трећем и последњем серијалу; напустио је серију након божићног специјала 2017, док је Перл Меки глумила најновију сапутницу Бил Потс, након одласка Џене Колман. Да би избегли цурење података у потрази за новом сапутницом, продукцијска екипа је користила реч „Mean Town”, анаграм за „Ten Woman” (срп. Десета жена); ово је позивање на чињеницу да је Бил сапутница у десетом серијалу, што је открио кастинг директор Енди Прајор за Radio Times. Мекијева се први пут појавила у првој епизоди десетог серијала и била је прва отворено хомосексуална сапутница у серији. Мет Лукас се вратио у својој улози Нардола коју је тумачио у божићним специјалима из 2015. и 2016. „Мужеви Ривер Сонг” и „Повратак Доктора Мистерија“ у редовној улози која је почела од прве епизоде серијала, али се не би појављивао у свакој епизоди.
У јуну 2016. објављено је да ће се Стефани Хајам придружити у десетом серијалу. У јулу 2016. глумци Мина Анвар, Ралф Литл и Кајзер Актар су додани у глумачку екипу и у другој епизоди играли Гудтинг, Стедфаста и Прејзвортија. Дана 16. августа 2016. године, објављено је да ће се Дејвид Суше, познат по насловној улози у серији Поаро појавити као лик познат као „Станодавац” у четвртој епизоди „Куц куц”. Тејт Пичи-Купер је тумачио младог станодавца. Феди Елсајед, који је глумио у спиноф серији Класа, првобитно је требало да гостује у некој епизоди Доктора Хуа.
У октобру 2016. године објављено је да ће се Џастин Четвин појавити као суперхерој у божићном специјалу 2016, „Повратак Доктора Мистерија”. Придружили су му се Чарити Вејкфилд, Адетомива Едун, Александар Јовановић и Логан Хофман. Дана 16. новембра 2016. BBC је објавио глумачку екипу за пету епизоду у којој су били Киран Бев, Питер Колфилд, Мими Ндивени, Кејти Брејбен и Џастин Салинџер који је тумачио „Таскера”, док је за Ребеку Бенсон, Данијела Кера, Џавона Адедокуна, Брајана Вернела, Бена Хантера, Арона Фагураа, Сем Адевунмија и Билија Метјуса најављено да ће се појавити у десетој епизоди. Наступили су и Џенифер Хенеси, Николас Бернс, Мандип Дилон, Марија Гејл, Корадо Инверици, Тим Бентинк, Џозеф Лонг, Ронк Адеколуџо, Того Игава, Ема Хенди и Фердинанд Кингсли.
Мишел Гомез је 14. октобра 2016. најавила да ће поновити своју улогу Господарице у серијалу, а у мају 2017. је даље изјавила да ће то бити њен последњи серијал у тој улози. Капалди је 30. јануара 2017. потврдио да ће му десети серијал бити последњи. Дана 6. априла 2017, BBC је објавио да ће се Џон Сим вратити улози Господара заједно са Гомезовом. Дејвид Бредли се појавио на кратко као Први Доктор на крају завршнице серијала „Докторов пад”, што је довело до божићног специјала 2017, „Било двапут”.

## Продукција

### Развој
У јулу 2015. годишњи преглед за BBC Worldwide је показао да су средства за десети серијал програма већ уложена. У јануару 2016. објављено је да ће 10. серијал бити последњи серијал Стивена Мофата на месту директора серије након чега ће га на том месту заменити Крис Чибнал 2018. године. Композитор Мареј Голд је у фебруару 2018. објавио да је ће се повући са места главног композитора програма, на ком је био од 2005. године, као и да неће компоновати музику за једанаести серијал, коју ће уместо тога компоновати Сегун Акинола.

### Писање
У мају 2016. Стивен Мофат је у 500. издању часописа Доктор Ху изјавио да ће написати прве и последње три епизоде серијала. Штавише, он је изјавио да ће се серијал састојати углавном од једноделних прича како би нова сапутница Бил Потс могла да има више прича за истраживање свог лика, иако ће дводелне епизоде и даље бити присутне у серијалу. Мофат је такође написао божићни специјал за 2017. годину, након што је десети серијал био завршен.
Лоренс Гоф је режирао прве две епизоде десетог серијала, док је Френк Котрел-Бојс написао другу епизоду серијала, претходно написавши епизоду „У ноћној шуми” за 8. серијал. Сара Долард, која је написала „Суочење са гавраном” за девети серијал, такође се вратила за једну епизоду, као и драматург Мајк Бартлет за епизоду у истом продукцијском блоку као и Долардова. Мет Лукас је открио да је Џејми Метисон требало да напише пету епизоду за серијал пошто је претходно написао „Мумију у Оријент експресу” и „Равну линију” и био ко-сценариста „Девојке која је умрла”. Данијел Нетхајм је режирао две епизоде за серијал коју су написали Стивен Мофат и Питер Харнес, након што је претходно режирао дводелну причу „Зајгонска инвазија” / „Зајгонска инверзија” у деветом серијалу.
У јуну 2016. Марк Гетис је изјавио да ће написати једну епизоду за серијал. Касније је она идентификована као девета епизода што је била промена Мофатове претходне најаве да ће написати ту конкретну епизоду. Године 2015, Гетис је наговестио да би могао да напише наставак епизоде „Нема спавања” из деветог серијала, међутим, то није била основа за Гетисову крајњу епизоду за десети серијал. Уместо тога, у епизоди је приказан повратак Ледених ратника, врсте познате по својим наступима у епохама Другог и Трећег Доктора, као и у епизоди „Хладни рат” из 2013. године коју је такође написао Гетис.
Мофат је у октобру 2016. објавио да ће се један сценариста који је претходно писао за класичну серију вратити да напише епизоду, а касније је потврђено да је то Рона Манро која је претходно написала Преживљавање, последњи серијал 26. сезоне и класичне серије. Манроова је сценаристкиња десете епизоде серијала под називом „Ждерачи светлости”. Тоби Вајтхаус је написао осму епизоду.
Дана 6. марта 2017. објављено је да ће се изворни мондасијански Киберчовек из Десете планете вратити у завршници десетог серијала.

### Mузика
Мареј Голд је компоновао музику за овај серијал и последњи пут је то урадио до свог повратка у серију 2023. године. Оркестар је обезбедио Бен Фостер. Од 2023. године није објављен ниједан званични саундтрек албум за овај серијал, иако је у интервјуу за часопис Доктор Ху приметио: „Не знам шта се догодило. Па, десили су се сви ти догађаји у свету. Али он је тамо, негде. (...) Видите, изаћи ће. То је ексклузива. Албум 10. серијала ће угледати светлост дана.”

### Снимање
Читање сценарија за први продукцијски блок десетог серијала одржано је 14. јуна 2016. године. Снимање је почело 20. јуна исте године. Друга епизода је снимана у Валенсији у Шпанији. Снимање првог блока је завршено 28. јула 2016. године. Читање сценарија другог блока је обављено 18. јула 2016, а снимање је почело 1. августа почевши од треће епизоде. Продукција божићног специјала за 2016. годину почела је 5. септембра, а завршена је 30. септембра 2016. године. Читање сценарија за „Кисеоник” је одржано 12. октобра исте године. Снимање у четвртом блоку почело је 17. октобра и завршило се 18. новембра. Снимање петог блока почело је 23. новембра 2016. и паузирано у децембру ради паузе током празника. Настављено 3. јануара 2017. године. и завршено на 17. јануара 2017. Шести блок је почео да се снима истовремено 16. јануара 2017, а снимање је завршено 22. фебруара исте године. Дана 6. марта 2017, BBC је навео да је рад на последње две епизоде серијала почео, а Рејчел Талалеј се вратила да режира своју трећу за редом завршницу серијала.
Снимање серијала је завршено 7. априла 2017. године. Продукција божићног специјала за 2017. годину почела је 12. јуна и завршена је 10. јула 2017. године.
Снимање спиноф серије Класа трајало је од априла до септембра 2016, почевши пре почетка снимања десетог серијала Доктора Хуа. Питер Капалди је учествовао у снимању једне епизоде Класе и појавио се у уводној епизоди спиноф серије.

## Издања

### Промоција
Претпремијерна сцена снимљена је у априлу 2016. као део промотивног клипа приказаног 23. априла 2016. на каналу BBC One током полувремена полуфиналне утакмице ФА купа 2015/16. Приказивала је Доктора и његову нову сапутницу Бил како се суочавају са Далецима. Међутим, Мофат је изјавио да ова сцена можда неће бити укључена у сам серијал. Капалд, Мекијева, Лукас и Мофат промовисали су серијал на Њујоршком Комик Кону у у октобру исте године.
Први трејлер за серијал премијерно је приказан на крају божићног специјала из 2016, „Повратак Доктора Мистерија”. Други трејлер је објављен 25. фебруара 2017. године. Дана 13. марта 2017.  је објавио нову промотивну слику Капалдија, Мекијеве и Лукаса, а издао је и наслове за премијерне епизоде. Цео трејлер за серијал премијерно је приказан касније истог дана на каналу  током полувремена четвртфиналне утакмице ФА купа 2016/17, заједно са промотивним сликама из прве епизоде.
Уочи почетка емитовања серијала, пет трејлера је објављено на интернету. Дана 31. марта 2017.  је објавио трејлер за Доктора Хуа и Класу. Истог дана, интервју са Мекијевом је приказан на каналу BBC News са исечцима из прве епизоде. Још један трејлер за серијал премијерно је приказан 3. априла 2017. године. Дана 9. априла 2017. Капалди, Мекијева, Мофат и Милчин присуствовали су панелу на БФИ и Radio Times ТВ фестивалу са кратким прегледом клипова из предстојећег серијала.

### Емитовање
У новембру 2015, Стивен Мофат је демантовао широко распрострањене гласине да ће се серијал састојати од мање епизода, потврђујући да ће десети серијал имати пун низ од дванаест епизода, плус божићни специјал. До 25. децембра 2016. потврђено је да ће серијал почети са емитовањем почетком 2017. године. Десети серијал је премијерно приказан 15. априла 2017. у Уједињеном Краљевству, Сједињеним Државама и Канади, 16. априла у Аустралији и 17. априла на Новом Зеланду. У Аустралији је десети серијал пратила панел емисија Хувијанци на ABC-у коју је водио Роув Мекманус.
Епизода „Пилот” је имала биоскопску пројекцију у САД 17. и 19. априла 2017, два, односно четири дана након премијерног емитовања епизоде. Након пројекције епизоде „Пилот” уследила је пројекција епизоде „Јер вечерас бисмо могли да помремо”, премијерна епизода спиноф серије Класа, и снимци иза сцене Перл Меки и њеног путовања кроз серијал. Епизода је приказана у аустралијским биоскопима 16. априла 2017. године. Пројекција је укључивала и бонус епизоду „Постајање сапутника”.

## Пријем
Десети серијал Доктора Хуа добио је позитивне рецензије. Серијал има рејтинг одобравања од 88% на веб-сајту Rotten Tomatoes са просечном оценом 7,54/10. Критички консензус веб-сајта гласи: „Најмрачнија духовитост Питера Капалдија блиста у његовој последњој сезони у улози Доктора захваљујући најновијој сапутници и пријатељици Бил Потс.” Пишући за Radio Times на половини серијала, Хју Фулертон га је назвао „повратком у форму за научно-фантастичну серију након преко потребне године одмора, са форматом, глумцима и писцима који се осећају свежије него током свог последњег изласка”. Реакције на појединачне епизоде су такође биле позитивне са оценама на страници у распону од 83% до 100%. Четири епизоде серијала имају савршен рејтинг одобравања укључујући последња три епизоде серијала. Конкретно, епизоде као што су „Кисеоник” и „Екстремис” наишле су на позитиван пријем, а критичари су изјавили да је прва била „сјајна епизода која тера на размишљање”, док је друга означена као јединствена и амбициозна епизода и да „Доктор Ху не постаје бољи од овога”.
Серијал је такође представио Перл Меки као Бил Потс, Докторову најновију сапутницу. Мекијева је стално добијала позитивне коментаре уз напомену како је „унела енергију другачију од било којег претходног сапутника у новој серији”, описујући Бил као „дивну промену темпа” и како је њена глума била „конзистентно искрена, понекад сирова, али никада хировита” при чему су поједине њене сцене биле „грлене” и „срцепарајуће”. Контроверзне теме, као што су расизам и капитализам, биле су покривене током епизода у серијалу, а такође су наишле на позитивне реакције.